# Tyler Freeman
Tyler Freeman (Rancho Cucamonga, California, 21 de mayo de 1999) es un jugador profesional estadounidense de béisbol que se desempeña en la posición de jardinero central en Colorado Rockies, equipo de las Grandes Ligas de Béisbol (MLB).

## Carrera
Fue seleccionado en la segunda ronda en el Draft de la MLB de 2017. En 2022 hizo su debut profesional con el equipo Cleveland Guardians, donde lleva jugando tres temporadas.